# Saint-Maur-sur-le-Loir
Saint-Maur-sur-le-Loir és un municipi francès, situat al departament de l'Eure i Loir i a la regió de Centre – Vall del Loira. L'any 2007 tenia 380 habitants.

## Demografia

### Població
El 2007 la població de fet de Saint-Maur-sur-le-Loir era de 380 persones. Hi havia 160 famílies, de les quals 44 eren unipersonals (32 homes vivint sols i 12 dones vivint soles), 56 parelles sense fills, 52 parelles amb fills i 8 famílies monoparentals amb fills.
La població ha evolucionat segons el següent gràfic:
Habitants censats

### Habitatges
El 2007 hi havia 249 habitatges, 163 eren l'habitatge principal de la família, 72 eren segones residències i 14 estaven desocupats. 223 eren cases i 4 eren apartaments. Dels 163 habitatges principals, 133 estaven ocupats pels seus propietaris, 28 estaven llogats i ocupats pels llogaters i 2 estaven cedits a títol gratuït; 6 tenien dues cambres, 25 en tenien tres, 42 en tenien quatre i 90 en tenien cinc o més. 123 habitatges disposaven pel capbaix d'una plaça de pàrquing. A 72 habitatges hi havia un automòbil i a 81 n'hi havia dos o més.

### Piràmide de població
La piràmide de població per edats i sexe el 2009 era:
| Homes | Edats   | Dones |
| ----- | ------- | ----- |
| 0     | 95 o +  | 0     |
| 4     | 90 a 94 | 0     |
| 0     | 85 a 89 | 8     |
| 4     | 80 a 84 | 8     |
| 0     | 75 a 79 | 4     |
| 0     | 70 a 74 | 4     |
| 12    | 65 a 69 | 4     |
| 16    | 60 a 64 | 12    |
| 12    | 55 a 59 | 12    |
| 28    | 50 a 54 | 16    |
| 12    | 45 a 49 | 8     |
| 16    | 40 a 44 | 32    |
| 20    | 35 a 39 | 16    |
| 8     | 30 a 34 | 12    |
| 4     | 25 a 29 | 8     |
| 16    | 20 a 24 | 4     |
| 16    | 15 a 19 | 8     |
| 20    | 10 a 14 | 12    |
| 12    | 5 a 9   | 16    |
| 4     | 0 a 4   | 8     |

## Economia
El 2007 la població en edat de treballar era de 258 persones, 193 eren actives i 65 eren inactives. De les 193 persones actives 185 estaven ocupades (99 homes i 86 dones) i 8 estaven aturades (6 homes i 2 dones). De les 65 persones inactives 33 estaven jubilades, 20 estaven estudiant i 12 estaven classificades com a «altres inactius».

### Ingressos
El 2009 a Saint-Maur-sur-le-Loir hi havia 160 unitats fiscals que integraven 400,5 persones, la mediana anual d'ingressos fiscals per persona era de 20.884 €.

### Activitats econòmiques
Dels 8 establiments que hi havia el 2007, 1 era d'una empresa de fabricació de material elèctric, 2 d'empreses de construcció, 3 d'empreses de comerç i reparació d'automòbils, 1 d'una empresa de transport i 1 d'una empresa immobiliària.
Dels 2 establiments de servei als particulars que hi havia el 2009, 1 era un paleta i 1 electricista.
L'únic establiment comercial que hi havia el 2009 era una joieria.
L'any 2000 a Saint-Maur-sur-le-Loir hi havia 11 explotacions agrícoles que ocupaven un total de 875 hectàrees.

## Poblacions més properes
El següent diagrama mostra les poblacions més properes.